# La Push

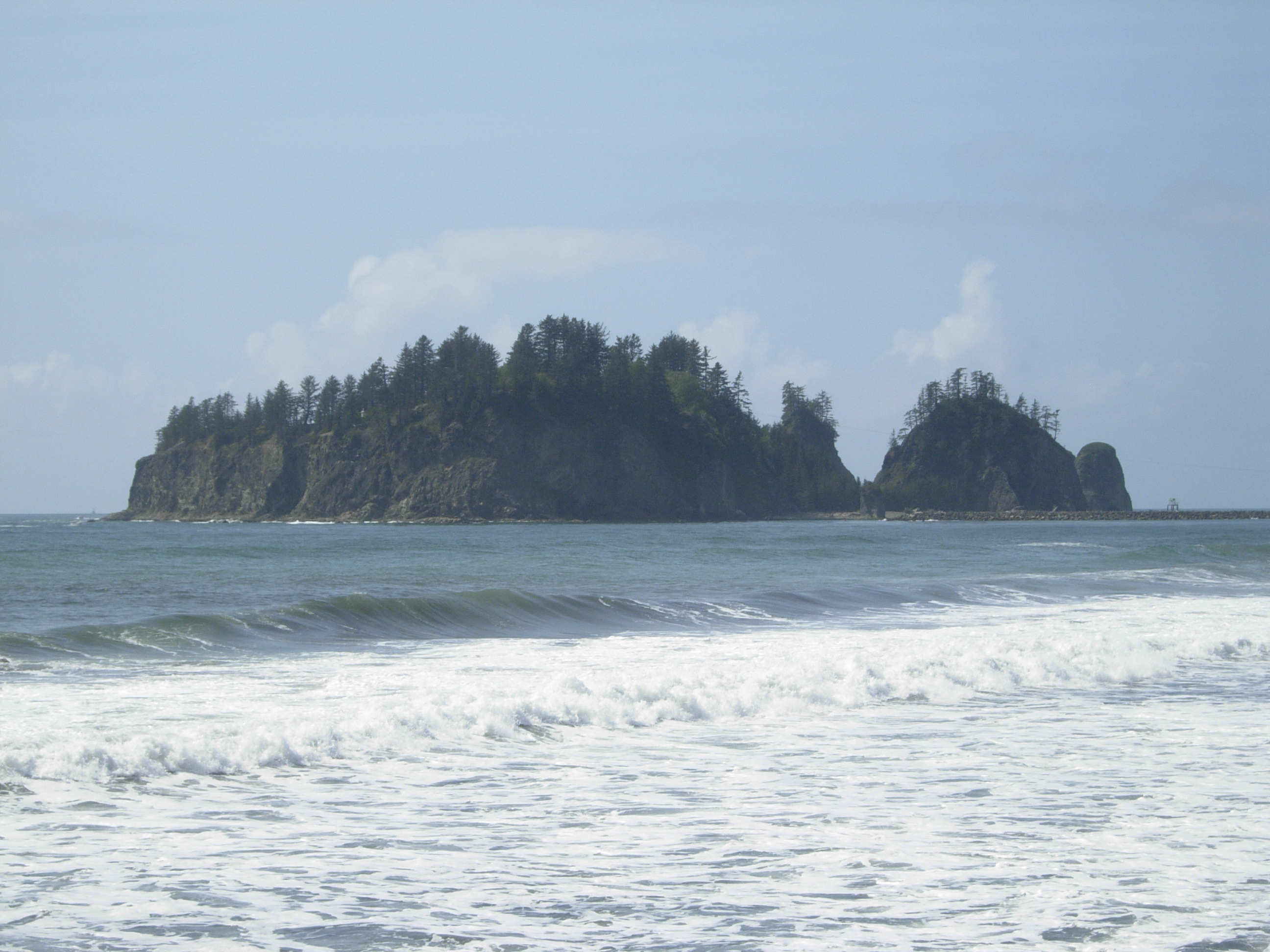
James Island vista dalla spiaggia a La Push.

La Push è un'area della Contea di Clallam nello Stato di Washington, Stati Uniti. È patria della comunità di Nativi Americani Quileute e si trova lungo il fiume Quileute. Il suo Zip Code è 98350.
Il nome La Push deriva dal francese la bouche (la bocca) storpiato in lingua chinook. Descrive la posizione della città come posizionata sulla bocca del fiume.

## Storia
I primi contatti ufficiali tra i Quileute e gli uomini bianchi avvennero nel 1855, quando i Quileute firmarono un trattato con un rappresentante del governo, Isaac Stevens. Il trattato avrebbe dovuto farli spostare, l'anno successivo, in una riserva a Taholah, ma non fu rispettato. Nel febbraio del 1889 un ordine esecutivo del presidente Grover Cleveland stabilì che fosse fondata una riserva a La Push, che all'epoca contava 252 abitanti.

## Turismo
È un luogo conosciuto per il surf e la caccia alla balena (o Asi), così come per la bellezza naturale che lo caratterizza. Una delle maggiori attrazioni di La Push è l'Ocean Park Resort lungo James Beach.
Molti turisti e fan visitano La Push anche per via della sua importanza nella saga di Twilight scritta da Stephenie Meyer; nei romanzi della serie, infatti, il personaggio di Jacob Black vive in quest'area insieme agli altri membri della tribù.